# Vrbje
 Ovo je glavno značenje pojma Vrbje. Za druga značenja pogledajte Vrbje (razdvojba).
Vrbje je općina u Hrvatskoj. Nalazi se u Brodsko-posavskoj županiji.

## Zemljopis
Općina Vrbje nalazi se južno od Nove Gradiške, u njoj se nalazi sedam sela Bodovaljci, Dolina, Mačkovac, Savski Bok, Sičice, Visoka Greda, Vrbje.

## Stanovništvo
Prema popisu stanovništva iz 2011. godine u općini Vrbje živjelo je 2.215 stanovnika, raspoređenih u sedam naselja.
| broj stanovnika | 2958  | 2992  | 2675  | 3089  | 3231  | 3957  | 3814  | 4065  | 4315  | 4341  | 4253  | 3920  | 3471  | 3210  | 2906  | 2215  | 1691  |
|                 | 1857. | 1869. | 1880. | 1890. | 1900. | 1910. | 1921. | 1931. | 1948. | 1953. | 1961. | 1971. | 1981. | 1991. | 2001. | 2011. | 2021. |

| broj stanovnika | 761   | 686   | 636   | 763   | 826   | 1094  | 1000  | 1071  | 1164  | 1143  | 1076  | 953   | 797   | 721   | 640   | 455   | 358   |
|                 | 1857. | 1869. | 1880. | 1890. | 1900. | 1910. | 1921. | 1931. | 1948. | 1953. | 1961. | 1971. | 1981. | 1991. | 2001. | 2011. | 2021. |

## Uprava
Načelnik općine Vrbje je Igor Jurišić. 

## Udruge
- KUD Vrbje
- VZO Vrbje
- DVD Vrbje
- DVD Bodovaljci
- DVD Sičice
- DVD Dolina
- Udruga "Martinovci" Savski Bok
- Udruga Studio B Bodovaljci

## Šport
- NK Slavonija Bodovaljci
- NK Saturn Vrbje[4]

## Vanjske poveznice
- Službena stranica općine Vrbje